# 임피덴스
임피덴스(Impidens)는 아프리카 님부와 남극 대륙에서 살았던 트라이아스기의 키노돈트 중 하나이다. 현재는 임피덴스 칸콕시(Impidens cancoxi)라는 종만이 있다.

## 특징

### 크기
임피덴스는 비포유류 키노돈트 중 하나로 두개골 길이가 40cm였으며 트라이아스기 후기의 키노돈트인 스칼레노돈토이데스보다 컸을 것으로 추정된다.

## 발견 및 분류
임피덴스의 화석은 1986년, 남극에서 처음으로 발견되었는데, 1995년, 임피덴스를 디아데모돈과로 분류되었다. 임피덴스의 완모식 표본은 2014년, 남아공에서 발견되었고 2021년에 임피덴스 한콕시{Impidens hancoxi)라는 새로운 종으로 명명 되었다.